# Tarporley
Tarporley è una Parrocchia civile inglese, sita nel distretto di Cheshire West and Chester, contea cerimoniale del Cheshire, regione del Nord Ovest. Nella parrocchia civile si trova anche il villaggio di Rhuddall Heath.